# Харченко, Мария Фёдоровна
Мария Фёдоровна Харченко (Марія Федорівна Харченко, 14 апреля 1924, Новая Буда, Киевская губерния, УССР — 31 декабря 2016, Ужгород, Украина) — советская и украинская театральная актриса и певица, народная артистка Украинской ССР (1981).

## Биография
Родилась в многодетной крестьянской семье. В 1933 году в связи с голодомором семья переехала в Запорожье. После окончания восьмилетней школы поступила в музыкальное училище, но начало Великой Отечественной войны прервало её образование. После освобождения Запорожья от немецко-фашистских захватчиков и создания Запорожского музыкального театра вошла в его труппу, который был после войны переведён в Ужгород. 
В 1943—1947 годах играла в Запорожском областном государственном украинском музыкально-драматическом театре им. Щорса (сейчас Запорожский академический областной украинский музыкально-драматический театр имени В. Г. Магара). В 1947—1948 годах работала в Пятигорском театре музыкальной комедии.
В 1954 году окончила Ужгородское музыкальное училище по специальности «солистка хора и ансамбля». В 1959 году избиралась депутатом Ужгородского городского совета депутатов.
С 1949 года была актрисой Закарпатского областного государственного украинского музыкально-драматического театра. Сыграла около 70 главных ролей в спектаклях. Последние годы работала консультантом.
В 2002 году переехал в Израиль. Жил в Беэр-Шеве.
Скончался 31 декабря 2016 года от рака лёгких в Ужгороде в возрасте 92 лет.

## Награды и звания
- Заслуженная артистка Украинской ССР (1964).
- Народная артистка Украинской ССР (1981).
- Орден «Знак Почёта» (1960).
- Орден Трудового Красного Знамени (1971).
- медаль «За доблестный труд» (1970) и др.
- Почётная грамота Министерства культуры Украины.

## Работы в театре
- «Запорожец за Дунаем» С. Гулака-Артемовского — Оксана, Одарка
- «Цыганка Аза» М. П. Старицкого — цыганка Аза
- «По-модному» М. П. Старицкого
- «Шельменко-денщик» Г. Квитки-Основьяненко — Фэна, Степановна
- «Потомки запорожцев» М. Довженко — Ульяна
- «Маруся Чурай» Л. Костенко — Бобренчиха
- «Женитьба» Н. Гоголя — Фекла Ивановна
- «Тигр и гиена» Ш. Петефи — Преслава
- «Мамаша Кураж и её дети» Б. Брехта — мамаша Кураж
- «Наталка Полтавка» И. Котляревского — Наталка